# Scholes (South Yorkshire)
Scholes – wieś w Anglii, w hrabstwie ceremonialnym South Yorkshire, w dystrykcie metropolitalnym Rotherham. Leży 9 km na północny wschód od miasta Sheffield i 233 km na północ od Londynu.